# Audi Q2

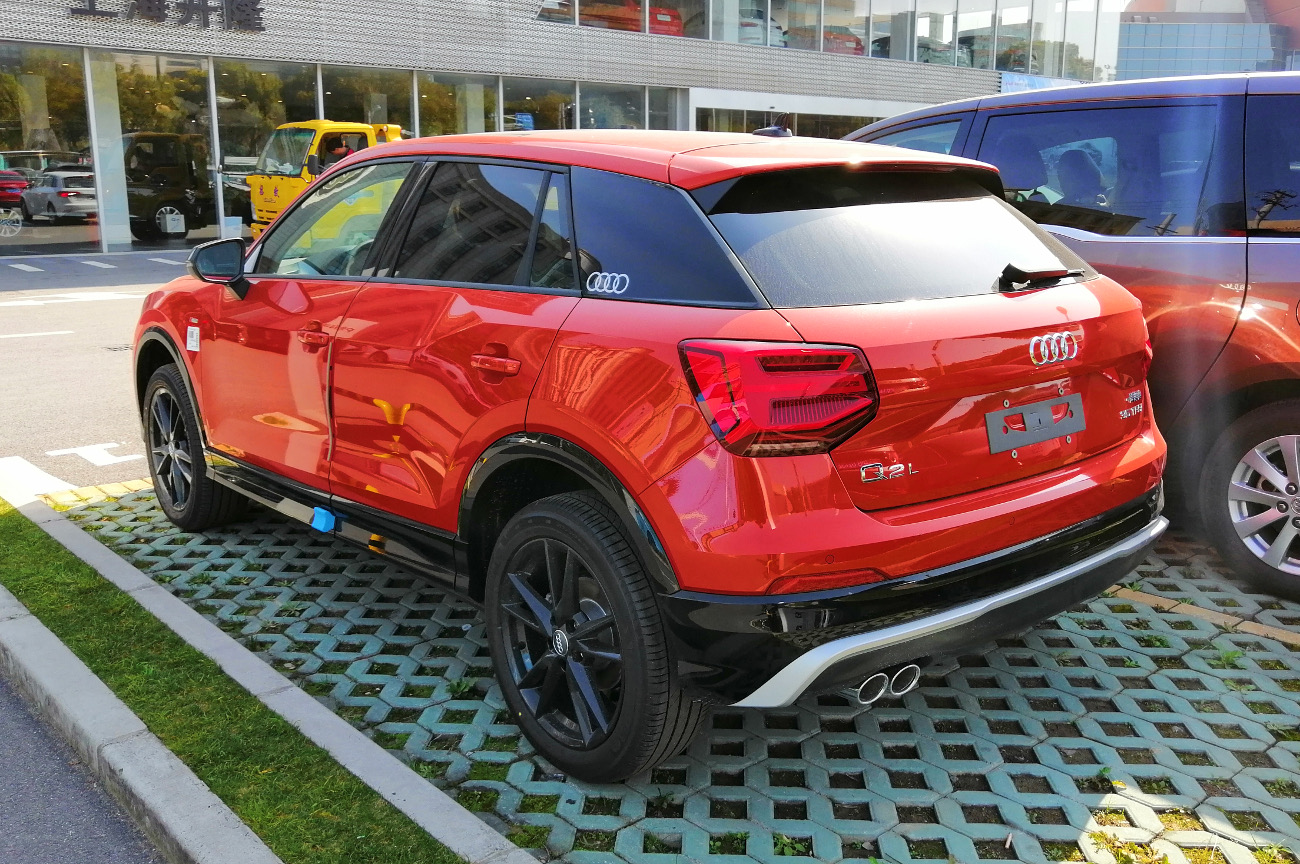
Q2L (China)

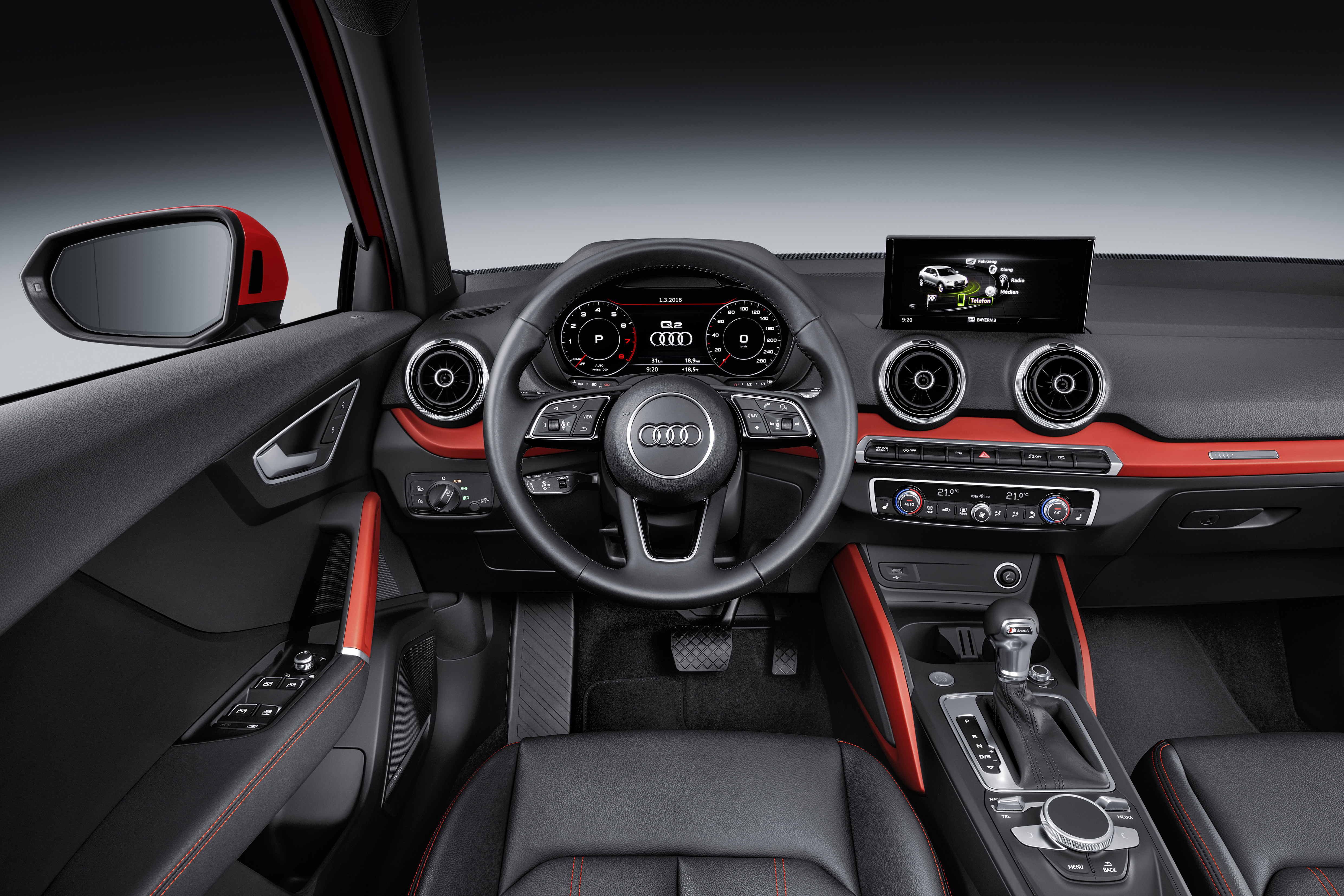
Interior del Audi Q2

El Audi Q2 es un automóvil todocamino del segmento B de la marca alemana Audi. Se presentó al público en el Salón del Automóvil de Ginebra en marzo de 2016, y se puso a la venta a finales de 2016.
El modelo utiliza la plataforma MQB, común a otros modelos de motor transversal del grupo Volkswagen. Tiene cinco plazas y carrocería de cinco puertas.
El Q2 es el cuarto todocamino lanzado por Audi, siendo el más pequeño de todos. La marca alemana había mostrado prototipos de todocaminos que anticipaban las líneas del nuevo modelo, como el Audi Crosslane Coupé presentado en el Salón del Automóvil de París 2012.
El modelo definitivo se pensaba que recibiría la denominación Q1, pero hubo problemas de licencia de uso del nombre, actualmente en propiedad del grupo Fiat, de modo que finalmente se denominó como Q2.
El 30 de marzo de 2017, Audi Argentina lanzó en el mercado argentino a la primera generación de la Audi Q2. Se posiciona por debajo de la Audi Q3, con la que comparte plataforma. Llega importada de Alemania. Se ofreció en una única motorización, con un 1.4 turbo de 150 cv y 250 Nm. Caja automática S-Tronic de siete velocidades y tracción delantera. Cuesta poco menos que la Audi Q3, de un segmento superior. En un primer momento, no se ofrecieron versiones con tracción integral. Rueda de auxilio de uso temporario. La Q2 Serie vino con llantas de 16 pulgadas, seis airbags, control de estabilidad y tapizado en tela. La Q2 Sport agrega llantas de 17 pulgadas, butacas deportivas, espejos externos rebatibles y térmicos y paragolpes pintados en el color de la carrocería. Hubo opcionales que fueron: techo corredizo, portón trasero de apertura automática, tablero digital Virtual Cockpit y sistema Head-Up Display. De esta manera, la Q2 se comercializa en dos versiones en Argentina. Garantía de tres años o 90.000 kilómetros. 
El 17 de enero de 2018, Audi Argentina lanzó en el mercado argentino a una nueva versión tope de gama de la Audi Q2, llamada Offroad Style. Complementa las dos versiones lanzadas en 2017, llega importada de Alemania. Utiliza el mismo motor 1.4 turbo de 150 cv y 250 Nm, caja automática S-Tronic de siete velocidades y tracción delantera.  Vino de serie con muchos ítems que son opcionales en el resto de las Q2, como el tablero digital Virtual Cockpit, la cámara de retroceso, el head-up display, las llantas de 18 pulgadas y el techo panorámico. Audi Argentina seguía debiendo la variante de tracción integral Quattro. El precio fue medianamente superior que las otras Q2. Además del equipamiento de serie, la versión Off-Road Style se distingue por accesorios para otorgarle una estética más aventurera: embellecedores en los paragolpes, guardabarros y zócalos, llantas de diseño específico y emblema de los Anillos en el parante trasero (Pilar C). De esta manera, la Audi Q2 ahora tiene tres versiones, con garantía de tres años o 100.000 kilómetros. 
El 10 de octubre de 2018, Audi Argentina lanzaba al mercado argentino a una nueva versión tope de gama para la Audi Q2. Complementa la gama lanzada en 2017, aunque desapareció la versión Offroad Style de la gama. Llega importada de Alemania. Tiene un motor 2.0 de 190 cv y 320 Nm , se combina únicamente con caja S-Tronic de siete velocidades y tracción integral permanente. Es la versión más potente de la Q2, y la única con tracción integral. Su principal rival fue la Mini Cooper Countryman, aunque es menos potente que está. De esta manera, la Q2 sigue teniendo tres versiones en Argentina, con garantía de tres años o 100.000 kilómetros. 
El 10 de enero de 2020, Audi Argentina lanzó una nueva versión entrada de gama de la Q2 en Argentina. Llega importada de Alemania. Equipa un motor 1.0 turbo de 116 cv y 220 Nm, caja S-Tronic de siete velocidades y tracción delantera. Es una versión muy básica, que se posiciona a la entrada de la gama de SUV de Audi. Desaparecieron las otras tres versiones de la Q2. Viene de serie con llantas de 17 pulgadas, cámara de retroceso y control de crucero. Garantía de tres años o 100.000 kilómetros. 
El 15 de noviembre de 2022, Audi Argentina lanzó el restyling de la Q2 en Argentina. Reemplaza a la versión entrada de gama que se vendió desde 2020. Estrena nuevo diseño y equipamiento. Llega importada de Alemania. Se vende en dos versiones: 35 TFSI, con un 1.4 turbo de 150 cv y 250 Nm, caja automática Tiptronic y tracción delantera. Y un 40 TFSI, con un 2.0 turbo de 190 cv y 320 Nm, con caja automática S-Tronic de siete velocidades y tracción integral Quattro. Regresó la variante Quattro, que había desaparecido con el lanzamiento de la variante 30 TFSI, entrada de gama, que se dejó de ofrecer. La parrilla delantera es más baja y se introdujeron nuevas entradas de aire en el capot y los paragolpes tienen un nuevo diseño en las inserciones laterales. El diseño exterior en general es más "afilado" y deportivo que en la versión anterior. De esta manera, la Q2 ahora tiene dos versiones a la venta, con garantía de tres años o 100.000 kilómetros. Sigue a la venta en 2023.

## Historia del modelo

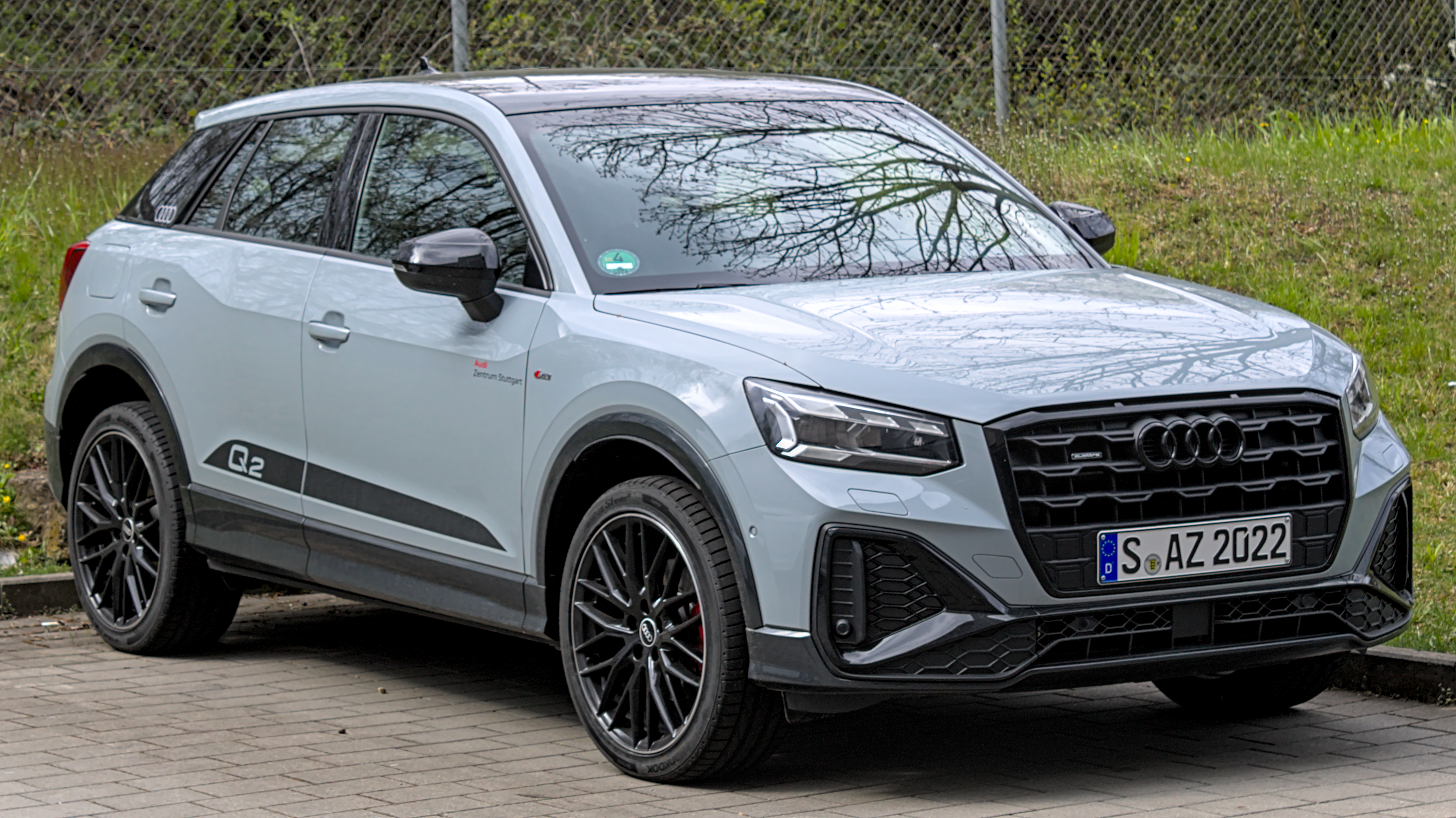
Audi Q2 FL

El vehículo se presentó en el Salón del Automóvil de Ginebra el 1 de marzo de 2016. Se fabrica en la Planta de Audi en Ingolstadt y se basa en la plataforma MQB. Llegó al mercado europeo en otoño de 2016.
En octubre de 2018 tuvo lugar la presentación del Audi SQ2 en el Salón del Automóvil de París. El SQ2 está disponible desde diciembre de 2018.
Desde octubre de 2018 se ofrece una versión larga del Q2 en China (con una carrocería 33 mm más larga). El Q2L es producido por FAW-Volkswagen en Foshán. En el Salón del Automóvil de Shanghái en abril de 2019 debutó el Q2L e-tron, una versión del SUV impulsado por una batería eléctrica. Está impulsado con un motor eléctrico de 100 kW (136 PS) de fuerza.
En febrero de 2022, Volkswagen AG confirmó que el Audi Q2  dejará de fabricarse después de que el modelo complete el ciclo de vida de la generación actual, al final del año 2023 sin un sucesor planeado. Los motivos aducidos son las bajas ventas y los planes para que Audi pase a vender SUV y crossovers premium más grandes y rentables para la compañía.
El CEO de Markus Duesman declaró en una entrevista en febrero del 2022 que tampoco se continuaría con la fabricación del modelo A1, siendo el Audi A3 el coche que se plantean como gama de entrada, y expandiendo su negocio con las gamas más altas a partir de 2022.

## Equipamiento
El Audi Q2 tiene de serie un monitor-MMI, que está posicionado arriba del cuadro de instrumentos. Se puede manejar con una perilla de giro/presión y dos botones en la consola central. Dependiendo del equipamiento la perilla de giro/presión dispone además de una función de touchpad. Un Hotspot WLAN permite navegar y transmitir con dispositivos móviles en el automóvil. Con el nivel máximo de configuración del sistema de navegación (MMI Navigation plus con MMI touch) se permite usar el servicio en línea con Audi Connect. La conexión de datos necesaria para esto se realiza exclusivamente por medio de la tarjeta SIM (embedded SIM) fija en el auto. Con la Audi Smartphone Interface se puede usar CarPlay y Android Auto por medio de un conector USB en el vehículo.
También la dirección progresiva es estándar en todas las variantes del Audi Q2. Entre ellos varía la transmisión dependiente del radio de giro; siendo más directa con direcciones más grandes. Como opcional puede equiparse además un sistema Audi drive select y amortiguadores adaptables.
Audi designa como Audi virtual cockpit a una unidad de tacómetro-TFT y existe también la opción de equipar una visualización head-up para la proyección de visualizaciones importantes en una sección pequeña y extensible enfrente del parabrisas.

### Líneas y paquetes
El Audi Q2 se ofrece con tres líneas de equipamiento:
- Q2: Equipamiento base.
- Q2 Sport: La línea de equipamiento de orientación deportiva incluye un volante multifunciones, rines de aluminio de 17 pulgadas, asientos deportivos y paquete de brillo.
- Q2 Design: La línea superior incluye un volante multifunción forrado en piel, rines de aluminio de 17 pulgadas y paquetes de iluminación y brillo.

Además el cliente tiene la opción de equipar un paquete de conectividad que agrega interfaz para teléfonos inteligentes, tablero digital virtual cockpit, sistema de navegación con MMI plus y un volante deportivo en piel de 3 brazos, multifunción, achatado en la parte de inferior y con palancas de cambio; y también un paquete de asistencia que incluye asistente para luces de carretera, asistente de estacionamiento, control de crucero adaptativo con función Stop & Go, asistente de mantenimiento de carril y asistente de frenado de emergencia. 

### Seguridad
Para el Q2 los sistemas de asistencia de conducción disponibles son:
- Audi pre sense front: El sistema reconoce situaciones críticas avisa al conductor con un asistente de frenada avanzado y una protección preventiva de los pasajeros en caso de colisión inminente con un vehículo precedente mediante la observación del entorno y aumenta en caso necesario la fuerza de frenado.[8]
- Control de crucero adaptable con función Stop & Go: Traba con modelos con caja de cambios manual de los 0 hasta los 60 km/h (con caja manual hasta los 30 km/h). Con esta función el sistema puede llevar el sistema del vehículo de manera independiente al alto total y volver a arrancarlo.
- Asistente de atascos: asume en el tráfico pesado la dirección de manera independiente, el frenado y la aceleración del carro.
- Audi active lane assist
- Audi side assist
- Reconocimiento de señales de tráfico
- Asistente de estacionamiento y de tráfico cruzado atrás

En la prueba de impacto del Euro NCAP en el año 2016 al vehículo le fueron otorgas cinco estrellas.
| Resultados de prueba Euro NCAP | Resultados de prueba Euro NCAP | Resultados de prueba Euro NCAP |
| ------------------------------ | ------------------------------ | ------------------------------ |
| Audi Q2, SUV 5-puertas (2016)  |                                |                                |
| Prueba                         | Puntuación                     | %                              |
| General:                       | 5/5 estrellas                  | 5/5 estrellas                  |
| Ocupante adulto                | 35.6                           | 93%                            |
| Ocupante menor                 | 42.4                           | 86%                            |
| Transeúnte                     | 29.6                           | 70%                            |
| Asistencias de seguridad       | 7.3                            | 60%                            |

### Modelos especiales
Justo al inicio del modelo hubo un modelo especial ofrecido con la denominación Edition #1. Incluía un acabado de pintura en Quantumgrau exclusivo con un extenso equipamiento estándar.

## SQ2
A finales de 2018 llegó una versión deportiva adicional de los "modelos S" con el Audi SQ2. La presentación del modelo tuvo lugar en el Mondial de l'Automobile en octubre de 2018. El modelo tiene un motor cuatro cilindros en línea de dos litros con una potencia máxima de 221 kW (300 PS). El sistema de tracción integral denominado quattro, así como una caja automática de doble embrague de siete marchas están incluidos como equipamiento de serie. Alcanza además los 0 a 100 km/h en 4.8 segundos.

## Motorizaciones
Todas las motorizaciones del Q2 tendrán turbocompresor. Los gasolina serán un tres cilindros de 1,0 litros y 116 CV y un cuatro cilindros de 1,4 y 2.0 litros en versiones de 150 y 190 CV. Por su parte, los diésel serán un 1,6 litros de 116 CV y un 2,0 litros en versiones de 150 y 190 CV.
Según la motorización, el Q2 se ofrece con tracción delantera o a las cuatro ruedas, y con caja de cambios manual de seis marchas o automática de siete marchas.